# Pterhemia monogramma
Pterhemia monogramma är en fjärilsart som beskrevs av George Francis Hampson 1926. Pterhemia monogramma ingår i släktet Pterhemia och familjen nattflyn. Inga underarter finns listade.